# Estadio Óscar Quiteño
Het Estadio Óscar Quiteño is een multifunctioneel stadion in Santa Ana, een stad in El Salvador. Het stadion heette tussen 1963 en 1977 Estadio Municipal de Santa Ana. De bijnaam is 'La Nueva Casa'.
Het stadion wordt vooral gebruikt voor voetbalwedstrijden, de voetbalclub CD FAS maakt gebruik van dit stadion. In het stadion is plaats voor 15.000 toeschouwers. Het stadion werd geopend in 1953. Het stadion is vernoemd naar Óscar Alberto Quiteño, de doelman die overleed, na een ongelukkige landing, in een wedstrijd tegen het Costa-Ricaanse FC Orion.